# ATP Stockholm
Das ATP-Turnier von Stockholm (offiziell BNP Paribas Nordic Open) ist ein Herren-Tennisturnier der ATP Tour, das jährlich Ende Oktober/Anfang November in der schwedischen Hauptstadt Stockholm in der Halle auf Hartplatz ausgetragen wird. Austragungsort sind die Kungliga tennishallen.

## Geschichte
Erstmals fand der Wettbewerb im Jahr 1969 statt. Die World Championship Tennis beauftragte Sven Davidson mit der Gründung eines Turniers in Schweden. Dieses fand dann von 1969 bis heute in den Kungliga tennishallen auf einem Teppichbelag statt. Einzige Ausnahme waren die Jahre 1989 bis 1994, als das Turnier in der Ericsson Globe Arena stattfand. Von 1970 bis 1989 war das Turnier ein bedeutendes Turnier innerhalb des Grand Prix Circuit und gehörte zur Grand Prix Super Series (außer von 1981 bis 1983, als es temporär herabgestuft worden war). Mit der Gründung der ATP Tour 1990 blieb das Turnier Teil der Masters-Serie. 1995 folgte die Herabstufung zur ATP Tour 250, der niedrigsten Kategorie innerhalb der Tour. Seitdem findet das Turnier auf Hartplatz statt.
Turnierdirektor waren zuletzt die ehemaligen schwedischen Profispieler Robin Söderling in den Jahren 2014 und 2015 sowie seit 2016 Simon Aspelin.

## Siegerliste
Rekordsieger der Stockholm Open sind John McEnroe und Boris Becker, die beide das Turnier jeweils viermal gewonnen haben. Im Doppel war Kevin Ullyett mit fünf Titel am erfolgreichsten.

### Einzel
| Jahr | Sieger                    | Finalist            | Ergebnis                |
| ---- | ------------------------- | ------------------- | ----------------------- |
| 2024 | Tommy Paul (2)            | Grigor Dimitrow     | 6:4, 6:3                |
| 2023 | Gaël Monfils (2)          | Pawel Kotow         | 4:6, 7:66, 6:3          |
| 2022 | Holger Rune               | Stefanos Tsitsipas  | 6:4, 6:4                |
| 2021 | Tommy Paul (1)            | Denis Shapovalov    | 6:4, 2:6, 6:4           |
| 2020 | abgesagt                  | abgesagt            | abgesagt                |
| 2019 | Denis Shapovalov          | Filip Krajinović    | 6:4, 6:4                |
| 2018 | Stefanos Tsitsipas        | Ernests Gulbis      | 6:4, 6:4                |
| 2017 | Juan Martín del Potro (2) | Grigor Dimitrow     | 6:4, 6:2                |
| 2016 | Juan Martín del Potro (1) | Jack Sock           | 7:5, 6:1                |
| 2015 | Tomáš Berdych (3)         | Jack Sock           | 7:61, 6:2               |
| 2014 | Tomáš Berdych (2)         | Grigor Dimitrow     | 5:7, 6:4, 6:4           |
| 2013 | Grigor Dimitrow           | David Ferrer        | 2:6, 6:3, 6:4           |
| 2012 | Tomáš Berdych (1)         | Jo-Wilfried Tsonga  | 4:6, 6:4, 6:4           |
| 2011 | Gaël Monfils (1)          | Jarkko Nieminen     | 7:5, 3:6, 6:2           |
| 2010 | Roger Federer             | Florian Mayer       | 6:4, 6:3                |
| 2009 | Marcos Baghdatis          | Olivier Rochus      | 6:1, 7:5                |
| 2008 | David Nalbandian          | Robin Söderling     | 6:2, 5:7, 6:3           |
| 2007 | Ivo Karlović              | Thomas Johansson    | 6:3, 3:6, 6:1           |
| 2006 | James Blake (2)           | Jarkko Nieminen     | 6:4, 6:2                |
| 2005 | James Blake (1)           | Paradorn Srichaphan | 6:1, 7:66               |
| 2004 | Thomas Johansson (2)      | Andre Agassi        | 3:6, 6:3, 7:64          |
| 2003 | Mardy Fish                | Robin Söderling     | 7:5, 3:6, 7:64          |
| 2002 | Paradorn Srichaphan       | Marcelo Ríos        | 6:72, 6:0, 6:3, 6:2     |
| 2001 | Sjeng Schalken            | Jarkko Nieminen     | 3:6, 6:3, 6:3, 4:6, 6:3 |
| 2000 | Thomas Johansson (1)      | Jewgeni Kafelnikow  | 6:2, 6:4, 6:4           |
| 1999 | Thomas Enqvist (3)        | Magnus Gustafsson   | 6:3, 6:4, 6:2           |
| 1998 | Todd Martin               | Thomas Johansson    | 6:3, 6:4, 6:4           |
| 1997 | Jonas Björkman            | Jan Siemerink       | 3:6, 7:62, 6:2, 6:4     |
| 1996 | Thomas Enqvist (2)        | Todd Martin         | 7:5, 6:4, 7:60          |
| 1995 | Thomas Enqvist (1)        | Arnaud Boetsch      | 7:5, 6:4                |
| 1994 | Boris Becker (4)          | Goran Ivanišević    | 4:6, 6:4, 6:3, 7:64     |
| 1993 | Michael Stich             | Goran Ivanišević    | 4:6, 7:66, 7:63, 6:2    |
| 1992 | Goran Ivanišević          | Guy Forget          | 7:62, 4:6, 7:65, 6:2    |
| 1991 | Boris Becker (3)          | Stefan Edberg       | 3:6, 6:4, 1:6, 6:2, 6:2 |
| 1990 | Boris Becker (2)          | Stefan Edberg       | 6:4, 6:0, 6:3           |
| 1989 | Ivan Lendl                | Magnus Gustafsson   | 7:5, 6:0, 6:3           |
| 1988 | Boris Becker (1)          | Peter Lundgren      | 6:4, 6:1, 6:1           |
| 1987 | Stefan Edberg (2)         | Jonas Svensson      | 7:5, 6:2, 4:6, 6:4      |
| 1986 | Stefan Edberg (1)         | Mats Wilander       | 6:2, 6:1, 6:1           |
| 1985 | John McEnroe (4)          | Anders Järryd       | 6:1, 6:2                |
| 1984 | John McEnroe (3)          | Mats Wilander       | 6:2, 3:6, 6:2           |
| 1983 | Mats Wilander             | Tomáš Šmíd          | 6:1, 7:5                |
| 1982 | Henri Leconte             | Mats Wilander       | 7:6, 6:3                |
| 1981 | Gene Mayer                | Sandy Mayer         | 6:4, 6:2                |
| 1980 | Björn Borg                | John McEnroe        | 6:3, 6:4                |
| 1979 | John McEnroe (2)          | Gene Mayer          | 6:7, 6:3, 6:3           |
| 1978 | John McEnroe (1)          | Tim Gullikson       | 6:2, 6:2                |
| 1977 | Sandy Mayer               | Raymond Moore       | 6:2, 6:4                |
| 1976 | Mark Cox                  | Manuel Orantes      | 4:6, 7:5, 7:6           |
| 1975 | Adriano Panatta           | Jimmy Connors       | 4:6, 6:3, 7:5           |
| 1974 | Arthur Ashe (2)           | Tom Okker           | 6:2, 6:2                |
| 1973 | Tom Gorman                | Björn Borg          | 6:3, 4:6, 7:6           |
| 1972 | Stan Smith (2)            | Tom Okker           | 6:4, 6:3                |
| 1971 | Arthur Ashe (1)           | Jan Kodeš           | 6:1, 3:6, 6:2, 1:6, 6:4 |
| 1970 | Stan Smith (1)            | Arthur Ashe         | 5:7, 6:4, 6:4           |
| 1969 | Nikola Pilić              | Ilie Năstase        | 6:4, 4:6, 6:2           |

### Doppel
| Jahr | Sieger                                         | Finalisten                             | Ergebnis          |
| ---- | ---------------------------------------------- | -------------------------------------- | ----------------- |
| 2024 | Harri Heliövaara Henry Patten                  | Petr Nouza Patrik Rikl                 | 7:5, 6:3          |
| 2023 | Andrei Golubew Denys Moltschanow               | Yuki Bhambri Julian Cash               | 7:68, 6:2         |
| 2022 | Marcelo Arévalo Jean-Julien Rojer (3)          | Lloyd Glasspool Harri Heliövaara       | 6:3, 6:3          |
| 2021 | Santiago González Andrés Molteni               | Aisam-ul-Haq Qureshi Jean-Julien Rojer | 6:2, 6:2          |
| 2020 | abgesagt                                       | abgesagt                               | abgesagt          |
| 2019 | Henri Kontinen Édouard Roger-Vasselin          | Mate Pavić Bruno Soares                | 6:4, 6:2          |
| 2018 | Luke Bambridge Jonny O’Mara                    | Marcus Daniell Wesley Koolhof          | 7:5, 7:68         |
| 2017 | Oliver Marach Mate Pavić                       | Aisam-ul-Haq Qureshi Jean-Julien Rojer | 3:6, 7:66, [10:4] |
| 2016 | Elias Ymer Mikael Ymer                         | Mate Pavić Michael Venus               | 6:1, 6:1          |
| 2015 | Nicholas Monroe Jack Sock                      | Mate Pavić Michael Venus               | 7:5, 6:2          |
| 2014 | Eric Butorac (2) Raven Klaasen                 | Treat Huey Jack Sock                   | 6:4, 6:3          |
| 2013 | Aisam-ul-Haq Qureshi (2) Jean-Julien Rojer (2) | Jonas Björkman Robert Lindstedt        | 6:2, 6:2          |
| 2012 | Marcelo Melo Bruno Soares (2)                  | Robert Lindstedt Nenad Zimonjić        | 6:74, 7:5, [10:6] |
| 2011 | Rohan Bopanna Aisam-ul-Haq Qureshi (1)         | Marcelo Melo Bruno Soares              | 6:1, 6:3          |
| 2010 | Eric Butorac (1) Jean-Julien Rojer (1)         | Johan Brunström Jarkko Nieminen        | 6:3, 6:4          |
| 2009 | Bruno Soares (1) Kevin Ullyett (5)             | Simon Aspelin Paul Hanley              | 6:4, 7:64         |
| 2008 | Jonas Björkman (3) Kevin Ullyett (4)           | Johan Brunström Michael Ryderstedt     | 6:1, 6:3          |
| 2007 | Jonas Björkman (2) Maks Mirny                  | Arnaud Clément Michaël Llodra          | 6:4, 6:4          |
| 2006 | Paul Hanley (2) Kevin Ullyett (3)              | Olivier Rochus Kristof Vliegen         | 7:62, 6:4         |
| 2005 | Wayne Arthurs Paul Hanley (1)                  | Leander Paes Nenad Zimonjić            | 6:3, 6:3          |
| 2004 | Fernando Verdasco Feliciano López              | Wayne Arthurs Paul Hanley              | 6:4, 6:4          |
| 2003 | Jonas Björkman (1) Todd Woodbridge (4)         | Wayne Arthurs Paul Hanley              | 6:3, 6:4          |
| 2002 | Wayne Black Kevin Ullyett (2)                  | Wayne Arthurs Paul Hanley              | 6:4, 2:6, 7:64    |
| 2001 | Donald Johnson Jared Palmer                    | Jonas Björkman Todd Woodbridge         | 6:3, 4:6, 6:3     |
| 2000 | Mark Knowles Daniel Nestor                     | Petr Pála Pavel Vízner                 | 6:3, 6:2          |
| 1999 | Piet Norval Kevin Ullyett (1)                  | Jan-Michael Gambill Scott Humphries    | 7:5, 6:3          |
| 1998 | Nicklas Kulti Mikael Tillström                 | Chris Haggard Peter Nyborg             | 7:5, 3:6, 7:5     |
| 1997 | Marc-Kevin Goellner Richey Reneberg            | Ellis Ferreira Patrick Galbraith       | 6:3, 3:6, 7:6     |
| 1996 | Patrick Galbraith Jonathan Stark               | Todd Martin Chris Woodruff             | 7:6, 6:4          |
| 1995 | Jacco Eltingh Paul Haarhuis                    | Grant Connell Patrick Galbraith        | 3:6, 6:2, 7:6     |
| 1994 | Todd Woodbridge (3) Mark Woodforde (3)         | Jan Apell Jonas Björkman               | 6:4, 4:6, 6:3     |
| 1993 | Todd Woodbridge (2) Mark Woodforde (2)         | Gary Muller Danie Visser               | 7:6, 5:7, 7:6     |
| 1992 | Todd Woodbridge (1) Mark Woodforde (1)         | Steve DeVries David Macpherson         | 6:4, 6:4          |
| 1991 | John Fitzgerald Anders Järryd (3)              | Tom Nijssen Cyril Suk                  | 7:5, 6:3          |
| 1990 | Guy Forget (2) Jakob Hlasek                    | John Fitzgerald Anders Järryd          | 6:2, 6:3          |
| 1989 | Jorge Lozano Todd Witsken                      | Rick Leach Jim Pugh                    | 6:0, 5:7, 6:3     |
| 1988 | Kevin Curren (2) Jim Grabb                     | Paul Annacone John Fitzgerald          | 7:5, 7:5          |
| 1987 | Stefan Edberg Anders Järryd (2)                | Jim Grabb Jim Pugh                     | 6:2, 3:6, 6:1     |
| 1986 | Sherwood Stewart Kim Warwick                   | Pat Cash Slobodan Živojinović          | 6:4, 6:4          |
| 1985 | Guy Forget (1) Andrés Gómez                    | Mike DePalmer Gary Donnelly            | 6:3, 6:4          |
| 1984 | Henri Leconte Tomáš Šmíd                       | Vijay Amritraj Ilie Năstase            | 7:5, 7:5          |
| 1983 | Anders Järryd (1) Hans Simonsson               | Johan Kriek Peter Fleming              | 7:6, 7:5          |
| 1982 | Jan Gunnarsson Mark Dickson                    | Sherwood Stewart Ferdi Taygan          | 7:6, 6:7, 6:4     |
| 1981 | Kevin Curren (1) Steve Denton                  | Sherwood Stewart Ferdi Taygan          | 6:7, 6:4, 6:0     |
| 1980 | Heinz Günthardt Paul McNamee                   | Stan Smith Bob Lutz                    | 6:7, 6:3, 6:2     |
| 1979 | John McEnroe Peter Fleming                     | Tom Okker Wojciech Fibak               | 6:4, 6:4          |
| 1978 | Tom Okker (4) Wojciech Fibak (2)               | Stan Smith Bob Lutz                    | 6:3, 6:2          |
| 1977 | Tom Okker (3) Wojciech Fibak (1)               | Brian Gottfried Raúl Ramírez           | 6:3, 6:3          |
| 1976 | Bob Hewitt (2) Frew McMillan (2)               | Tom Okker Marty Riessen                | 6:4, 4:6, 6:4     |
| 1975 | Bob Hewitt (1) Frew McMillan (1)               | Charlie Pasarell Roscoe Tanner         | 3:6, 6:3, 6:4     |
| 1974 | Tom Okker (2) Marty Riessen (2)                | Bob Hewitt Frew McMillan               | 2:6, 6:3, 6:4     |
| 1973 | Jimmy Connors Ilie Năstase                     | Bob Carmichael Frew McMillan           | 7:6, 7:5          |
| 1972 | Tom Okker (1) Marty Riessen (1)                | Roy Emerson Colin Dibley               | 6:3, 6:2          |
| 1971 | Stan Smith (2) Tom Gorman                      | Arthur Ashe Bob Lutz                   | 6:4, 6:3          |
| 1970 | Arthur Ashe Stan Smith (1)                     | Bob Carmichael Owen Davidson           | 6:0, 5:7, 7:5     |
| 1969 | Roy Emerson Rod Laver                          | Andrés Gimeno Graham Stilwell          | 6:4, 6:2          |